# Yamadaia americana
Yamadaia americana E.Y. Dawson & R.L. Steele, 1964  é o nome botânico  de uma espécie de algas vermelhas pluricelulares do gênero Yamadaia.
- São algas marinhas encontradas na América do Norte.

## Sinonímia
Não apresenta sinônimos.